# باعث الجحيم: هيلورلد (فلم)
باعث الجحيم: هيلورلد (بالإنجليزية: Hellraiser: Hellworld) هو فيلم رعب تم إنتاجه في الولايات المتحدة ورومانيا وصدر سنة 2005 بطولة دوغ برادلي وهو الجزء الثامن من سلسلة أفلام «باعث الجحيم».

## القصة
يعود «بين هيد» إلى ترويع قراصنه الكومبيوتر الذين فتحوا موقع رثاء واقعي وهو «عالم الجحيم» دوت كوم.

## الميزانية والإيرادات
كلف الفيلم حوالي 5 ملايين دولار.

## وصلات خارجية
مقالات تستعمل روابط فنية بلا صلة مع ويكي بيانات